# Carissa Moore
Carissa Kainani Moore (* 27. August 1992 in Honolulu, Hawaii) ist eine US-amerikanische Surferin, fünffache WSL-Weltmeisterin im Surfen und die erste Frau, die bei Olympischen Spielen eine Goldmedaille im Surfen gewann.

## Leben

### Junge Jahre
Gefördert von ihrem Vater, surfte Carissa Moore ihre erste Welle mit 4 Jahren. Die Verbindung zu ihrem Vater, zu den Wellen und zu ihrem Heimatort Honolulu spielt stets eine wichtige Rolle in ihrem Leben und ihrer Karriere. Wie aus einem Interview hervorgeht, war schon mit 9 Jahren ihr großer Wunsch Profi-Surferin zu werden. Durch die früh erlernte Präzision von Balance und Bretthaltung gewann sie noch vor ihrem dreizehnten Lebensjahr 11 nationale Surfmeisterschaften und wurde mit gerade mal 16 Jahren die jüngste, abgebildete Surferin auf dem Cover des SURFER-Magazin. Mit 16 Jahren war sie die jüngste Gewinnerin eines Events (Hawaiian Pro) der Vans Triple Crown of Surfing.
Dennoch war es ihr immer wichtig, dass sie einen ordentlichen Abschluss an der Punahou School macht – dieselbe private High School, die auch der 44. US-Präsident Barack Obama und Profi-Golferin Michelle Wie besuchte. Ihren Abschluss feierte sie 2010 im Café Fresh zusammen mit anderen großen Surf-Talenten der Südküste von Oahu, Ezekiel Lau, Kelia und Isiah Moniz, Kaulana Apo und weiteren 400 Leuten. Man sagt das Abschlussjahr der High School sei das einfachste und gemütlichste, doch Moore bestritt zu dieser Zeit schon die World Champion Chip Tour und reiste deswegen quer durch die ganze Welt, was ihr letztes Jahr an der Punahou ziemlich erschwerte. Sie war glücklich darüber, dass es ihr möglich war, dass sie einerseits, das machen kann, was sie liebt und andererseits die Schule mit ihren Freunden abzuschließen. Zur Überraschung Moores bekam sie zu ihrem Abschluss einen Honda Jet Ski von Red Bull.

### Profi-Surferin
2008 begann Moore als Rookie in der ASP-Tour und mischte gleich mit mehreren Siegen an einzelnen Events, unter anderem den Reef-Hawaiian-Pro, mächtig mit. Sie galt 2009 noch als Außenseiterin, gewann aber trotzdem die Gidget Pro am Sunset Beach in Pupukea und die Rip Curl Pro in Portugal.
2011 surfte sie als erste Frau beim Men’s Triple Crown of Surfing mit. Im gleichen Jahr wurde sie Weltmeisterin bei der ASP World Tour. 2012 verpasste sie knapp den Weltmeister-Titel, konnte ihn aber 2013 ein zweites Mal für sich sichern. Bei der Championship Tour 2015 erzielte sie ihren dritten Weltmeistertitel. Den vierten WM-Titel sicherte sie sich 2019, der fünfte folgte 2021. Bei den Olympischen Spielen in Tokio gewann sie 2021 eine Goldmedaille im Frauen-Surfen. Im selben Jahr gewann sie ihren fünften WM-Titel. Im Januar 2024 gab sie bekannt, nach den Olympischen Spielen 2024 ihre Surfing-Karriere zu beenden. Bei den olympischen Surfwettkämpfen, die vor Teahupo‘o auf Tahiti ausgetragen wurden, schied sie im Viertelfinale aus.

## Ehrungen
In Hawaii wurde der 6. Oktober zum Carissa Moore Day erklärt. Im November 2021 wurde an der Fassade eines zwölfgeschossigen Gebäudes (⊙) in Honolulu ein riesiges Wandgemälde mit Moore und Duke Kahanamoku, einem Goldmedaillengewinner im Schwimmen von 1912, der das Surfen popularisiert hat, angebracht.

## Erfolge
| Jahr | Event                                 | Austragungsort                                    | ASP Rang                |
| 2021 | Rip Curl WSL Finals                   | San Clemente, Vereinigte Staaten                  | Women's World Tour      |
| 2021 | Olympische Spiele 2020                | Tsurigasaki Beach, Japan                          | Women’s Olympic Surfing |
| 2019 | Roxy Pro France                       | Soorts-Hossegor, Frankreich                       | Women‘s World Tour      |
| 2019 | Corono Open J-Bay                     | Jeffreys Bay, Südafrika                           | Women‘s World Tour      |
| 2018 | Beachwater Maui Pro                   | Honolua Bay, Hawaii                               | Women‘s World Tour      |
| 2018 | Surf Ranch Pro                        | Lemoore, Kalifornien, Vereinigte Staaten          | Women‘s World Tour      |
| 2017 | Roxy Pro France                       | Soorts-Hossegor, Frankreich                       | Women‘s World Tour      |
| 2016 | Roxy Pro France                       | Soorts-Hossegor, Frankreich                       | Women‘s World Tour      |
| 2015 | Target Maui Pro                       | Honolua Bay, Hawaii                               | Women‘s World Tour      |
| 2015 | Swatch Women’s Pro                    | Lower Trestles, Kalifornien, Vereinigte Staaten   | Women‘s World Tour      |
| 2015 | Rip Curl Pro                          | Bells Beach, Victoria, Australien                 | Women‘s World Tour      |
| 2015 | Roxy Pro Gold Coast                   | Gold Coast, Queensland, Australien                | Women‘s World Tour      |
| 2014 | Target Maui Pro                       | Honolua Bay, Hawaii                               | Women‘s World Tour      |
| 2014 | Rip Curl Pro                          | Bells Beach, Victoria, Australien                 | Women‘s World Tour      |
| 2014 | Drug Aware Margaret River Women‘s Pro | Margaret River, Westaustralien, Australien        | Women‘s World Tour      |
| 2013 | Cascais Women‘s Pro                   | Cascais, Portugal                                 | Women‘s World Tour      |
| 2013 | US Open of Surfing                    | Huntington Beach, Kalifornien, Vereinigte Staaten | Women’s WQS             |
| 2013 | Rip Curl Pro                          | Bells Beach, Victoria, Australien                 | Women‘s World Tour      |
| 2013 | Drug Aware Margaret River Women‘s Pro | Margaret River, Westaustralien, Australien        | Women‘s World Tour      |
| 2011 | Billabong Pro Rio                     | Rio de Janeiro, Brasilien                         | Women‘s World Tour      |
| 2011 | Commonwealth Bank Beachley Classic    | Dee Why, New South Wales, Australien              | Women‘s World Tour      |
| 2011 | Roxy Pro Gold Coast                   | Gold Coast, Queensland, Australien                | Women‘s World Tour      |
| 2010 | Rip Curl Pro Portugal                 | Peniche, Portugal                                 | Women‘s World Tour      |
| 2010 | TSB Bank Women‘s Surf Festival        | Taranaki, Neuseeland                              | Women‘s World Tour      |
| 2010 | US Open of Surfing                    | Huntington Beach, Kalifornien, Vereinigte Staaten | Women’s WQS             |
| 2010 | Gidget Pro                            | Sunset Beach, Hawaii                              | Women‘s World Tour      |
| 2008 | Reef Hawaiian Pro                     | Ali‘i Beach Park, Haleʻiwa, Hawaii                | Women’s WQS             |